# I. Zimske olimpijske igre – Chamonix 1924.
I. Zimske olimpijske igre – Chamonix 1924. u početku su bile poznate kao "Međunarodni tjedan zimskih športova" ("Semaine des Sports d'Hiver") i održane su u sklopu Ljetnih olimpijskih igara 1924. Športska su se natjecanja održavala u blizini Mont Blanca u Chamonixu, tj. u Haute Savoieu u Francuskoj od 25. siječnja do 5. veljače 1924., a organizirao ih je Francuski olimpijski odbor, a kasnije ih je MOO (Međunarodni olimpijski odbor) nazvao prvim olimpijskim igrama.

## Događanja

### Uvod
Iako je umjetničko klizanje bilo prisutno na OI u Londonu i Antwerpenu, a hokej na ledu u Antwerpenu, zimski su športovi uvijek bili ograničeni godišnjim dobom. 1921., na sastanku MOO-a u Lausanneu je odlučeno da će se 1924. u Chamonixu organizirati "međunarodni tjedan zimskih športova".

### 2. dan
Prvu zlatnu medalju na Zimskim olimpijskim igrama osvojio je Charles Jewtraw u utrci brzog klizanja na 500 m.

### 4. dan
Sonja Henie, tada stara samo jedanaest godina, je nastupila na natjecanju umjetničkog klizanja. Iako je natjecanje završila na posljednjem mjestu, postala je vrlo popularna među obožavateljima i uzet će zlato na sljedeće tri zimske olimpijade. 

### 6. dan
Gilles Grafström, umjetnički klizač, je prva osoba koja je uspjela obraniti i potvrditi svoju medalju s Ljetne Olimpijade na Zimskoj Olimpijadi.

### 8. dan
Kanadska hokejaška ekipa je završila kvalifikacije s četiri pobjede i ukupnim rezultatom od 104-2 protiv Švicarske, Čehoslovačke, Švedske i Velike Britanije.

### 10. dan
Našavši se u istom položaju kao i Gilles Grafström, kanadska hokejaška reprezentacija je jedina ekipa koja je uspjela obraniti naslov s Ljetne Olimpijade na Zimskoj Olimpijadi. Kanada je dominirala na ranim Zimskih Olimpijskim igrama osvojivši šest od ukupno sedam medalja prvih dodijeljenih medalja. 

### Epilog
Na zatvaranju igara Pierre de Coubertin je uručio nagradu alpinistu Charlesu Bruceu, vođi ekspedicije koja se 1922. pokušala popesti na Mount Everest.
1925. je MOO odlučio organizirati Zimske olimpijske igre svake četiri godine, neovisno o Ljetnim olimpijskim igrama, a Međunarodni tjedan zimskih športova je dobio naziv Zimske Olimpijske igre.
1974. je uručena posljednja medalja se OI u Chamonixu. Andersu Hagenu, za kojeg se do tada mislilo da je natjecanje u skijaškim skokovima završio na četvrtom mjestu, uručena je brončana medalja. Nakon pedeset godina je otkrivena pogreška u rezultatu Thorleifa Hauga, osvajača bronce, što je uzrokovalo zamjenu mjesta između njih dvojice.

## Popis športova
| - bob - brzo klizanje - curling - hokej na ledu - umjetničko klizanje |  | - nordijsko skijanje: - skijaško trčanje - nordijska kombinacija - skijaški skokovi - vojna patrola (šport sličan biatlonu) |

## Medalje
| I. Zimske olimpijske igre | I. Zimske olimpijske igre | I. Zimske olimpijske igre | I. Zimske olimpijske igre | I. Zimske olimpijske igre |        | Mjesto po broju medalja |
| Mjesto                    | Država                    | Zlato                     | Srebro                    | Bronca                    | Ukupno | Mjesto po broju medalja |
| 1                         | Norveška                  | 4                         | 7                         | 6                         | 17     | 1                       |
| 2                         | Finska                    | 4                         | 4                         | 3                         | 11     | 2                       |
| 3                         | Austrija                  | 2                         | 1                         | 0                         | 3      | 4                       |
| 4                         | Švicarska                 | 2                         | 0                         | 1                         | 3      | 4                       |
| 5                         | SAD                       | 1                         | 2                         | 1                         | 4      | 3                       |
| 6                         | Ujedinjeno Kraljevstvo    | 1                         | 1                         | 2                         | 4      | 3                       |
| 7                         | Švedska                   | 1                         | 1                         | 0                         | 2      | 5                       |
| 8                         | Kanada                    | 1                         | 0                         | 0                         | 1      | 6                       |
| 9                         | Francuska                 | 0                         | 0                         | 3                         | 3      | 4                       |
| 10                        | Belgija                   | 0                         | 0                         | 1                         | 1      | 6                       |

## Hrvati
Nastupila su i dva Hrvata Dušan Zinaja i Mirko Pandaković pod zastavom Kraljevine SHS u skijaškom trčanju u utrkama na 18 i 50 km. Pandaković nije završio nastup u obje utrke, a Zinaja je bio 36. u utrci na 18 km. Završio je utrku i na 50 km, ali nakon što su prestali mjeriti vrijeme.

## Ostalo
- Ljetne olimpijske igre
- Zimske olimpijske igre
- Međunarodni olimpijski odbor

## Vanjske poveznice
- MOO Chamonix 1924